# François Sulpice Beudant
François Sulpice Beudant (5. září 1787 Paříž – 10. prosince 1850) byl francouzský mineralog a geolog. Jako první popsal řadu nerostů. Byl po něm pojmenován minerál beudantit.

## Biografie
François Sulpice Beudant se narodil v Paříži; jeho otec pocházel z Arden. Když otec 21. ledna 1793 zmizel, matka s Françoisem Sulpicem opustila hlavní město a uchýlila se k přátelům, mezi nimiž byl Gilles de Laumont, mineralog a důlní inspektor. Beudant studoval v Paříži na École polytechnique, École impériale des mines (1807) a École normale (1809). V roce 1810 byl jmenován profesorem matematiky na lyceu v Avignonu a v roce 1812 profesorem fyziky na lyceu v Marselilles.
V roce 1814 jej Ludvík XVIII. vyslal do Anglie, aby převzal právě zakoupenou sbírku nerostů Jacquese Louise de Bournon. Beudant sbírku následně rozšířil a věnoval se studiu krystalizace. Jako člen francouzské mineralogické a geologické výpravy podnikl v roce 1818 cestu na Balkán. Výsledky svého výzkumu zveřejnil v roce 1822 v díle Voyage minéralogique et géologique en Hongrie, které ho učinilo známým po celé Evropě.
V roce 1822 získal katedru mineralogie a geologie na fakultě přírodních věd v Paříži. V roce 1823 se ucházel o katedru obecné fyziky na Collège de France; kandidatury se posléze vzdal ve prospěch Ampèra. 15. listopadu 1824 se stal členem Francouzské akademie věd.
Možná nejvýznamnějším jeho dílem bylo druhé vydání Traité élémentaire de mineralogie (Základy mineralogie, Paříž 1830–1832), jehož druhý díl věnoval popisné mineralogii a v němž pojmenoval řadu nerostů, např. anglesit, bismutit a cerusit. Byl po něm pojmenován minerál beudantit.

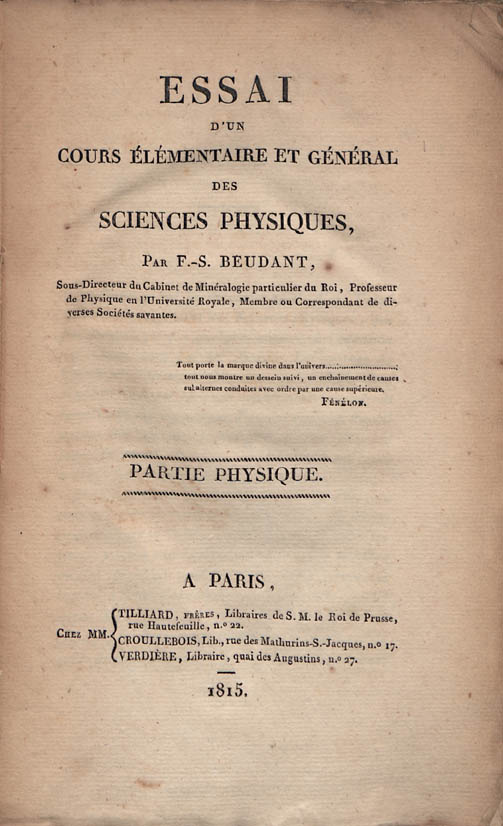
Essai d'un cours élémentaire et général des sciences physiques, 1815